# Szelak

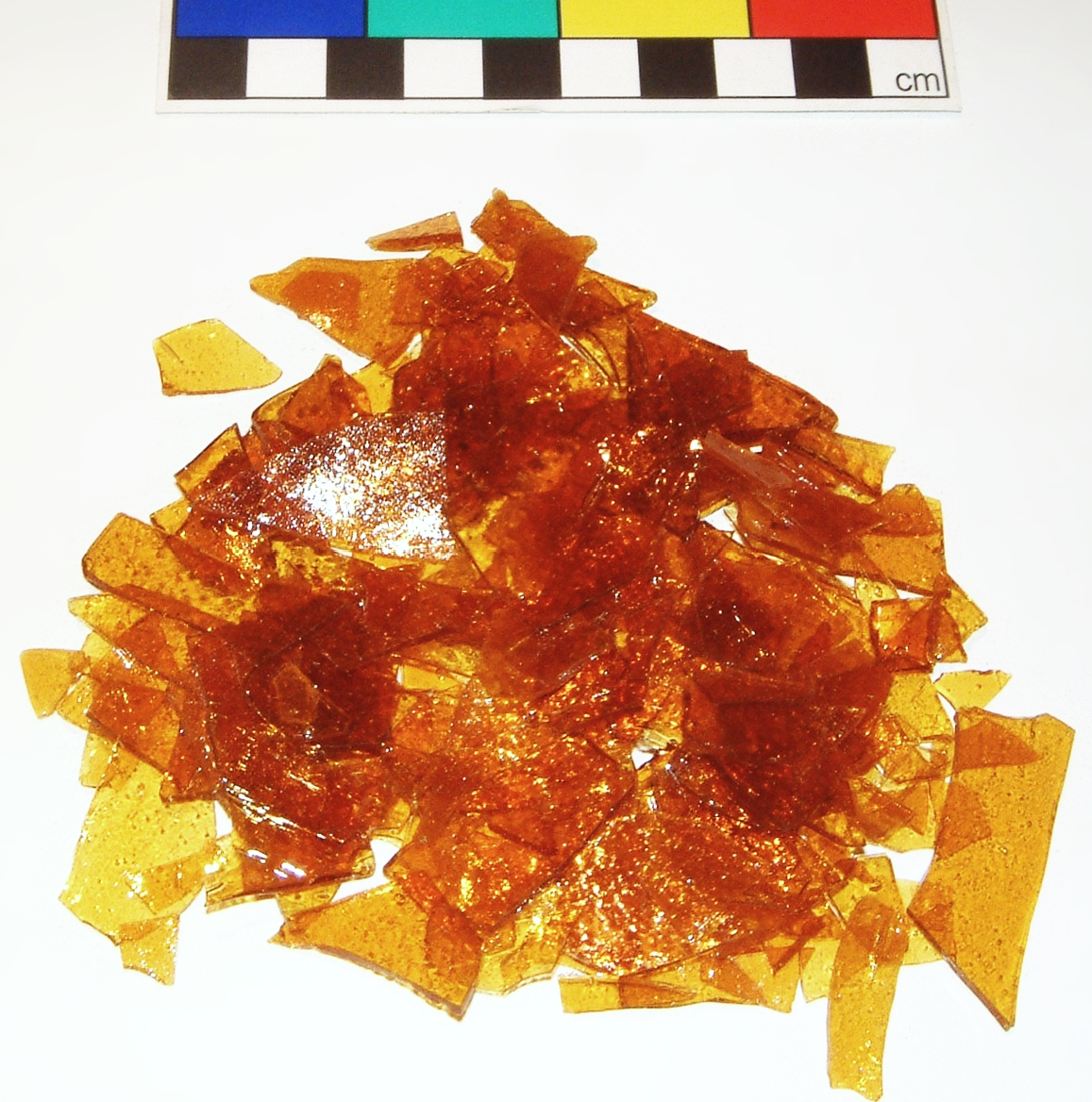
Szelak

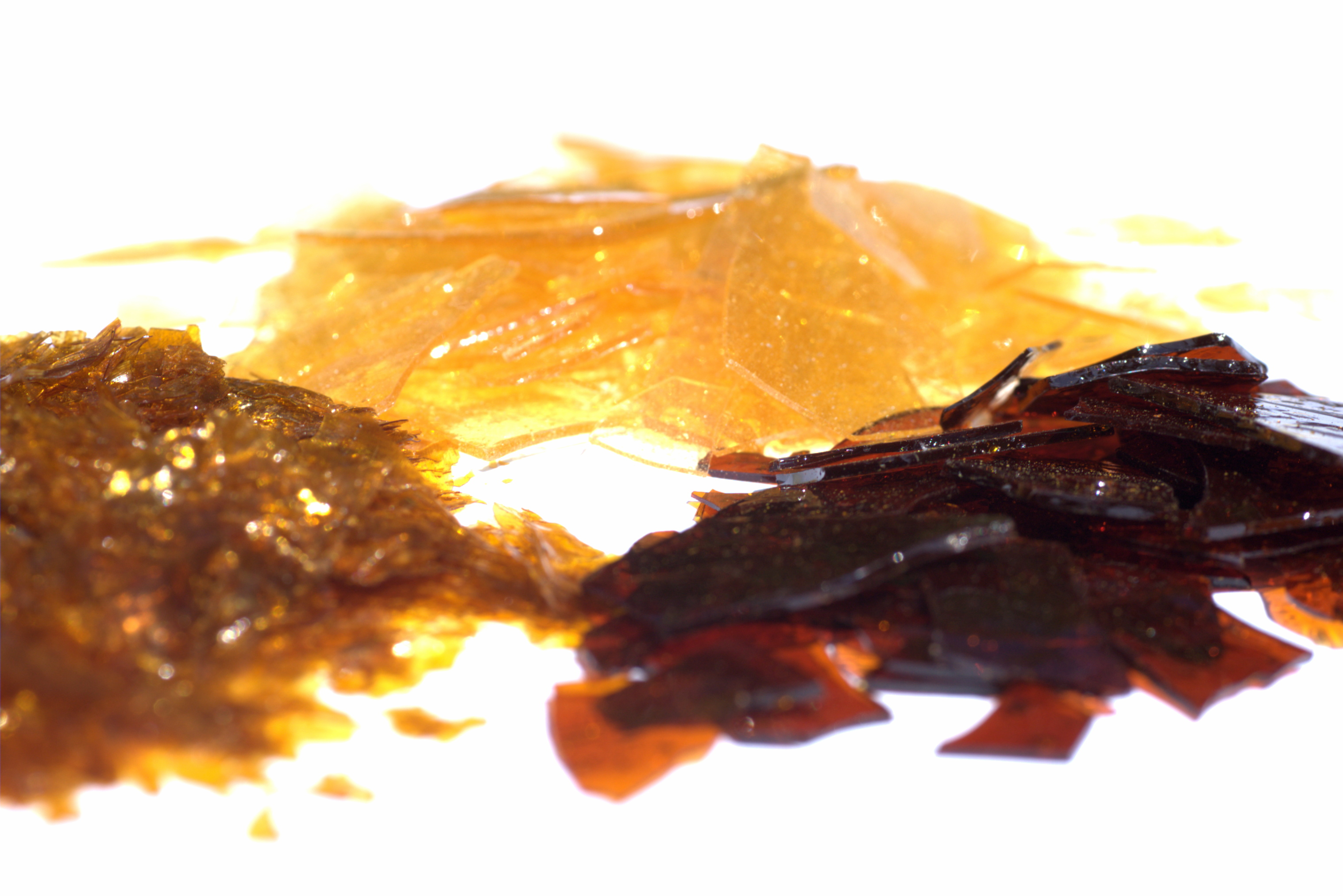
Szelak w postaci płytek – trzy odmiany barwne

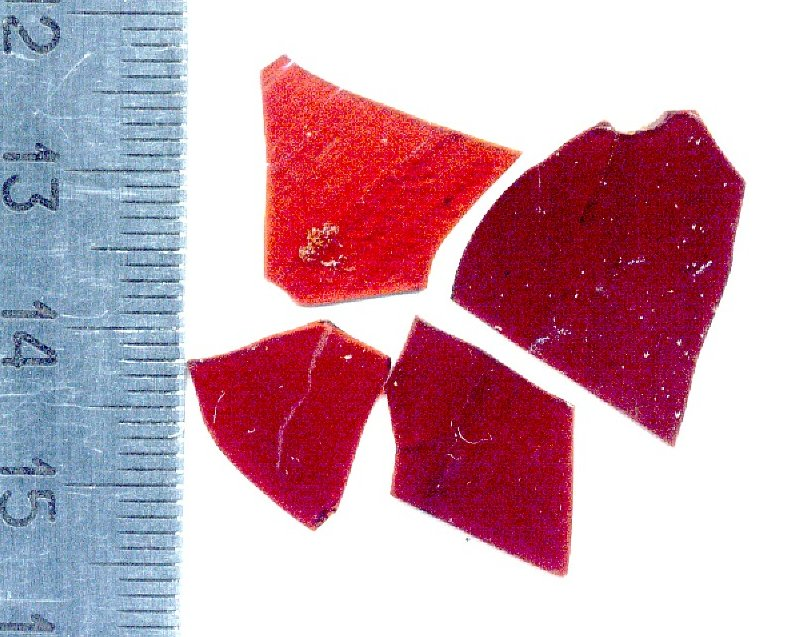
Płytki szelaku o grubości około 1mm

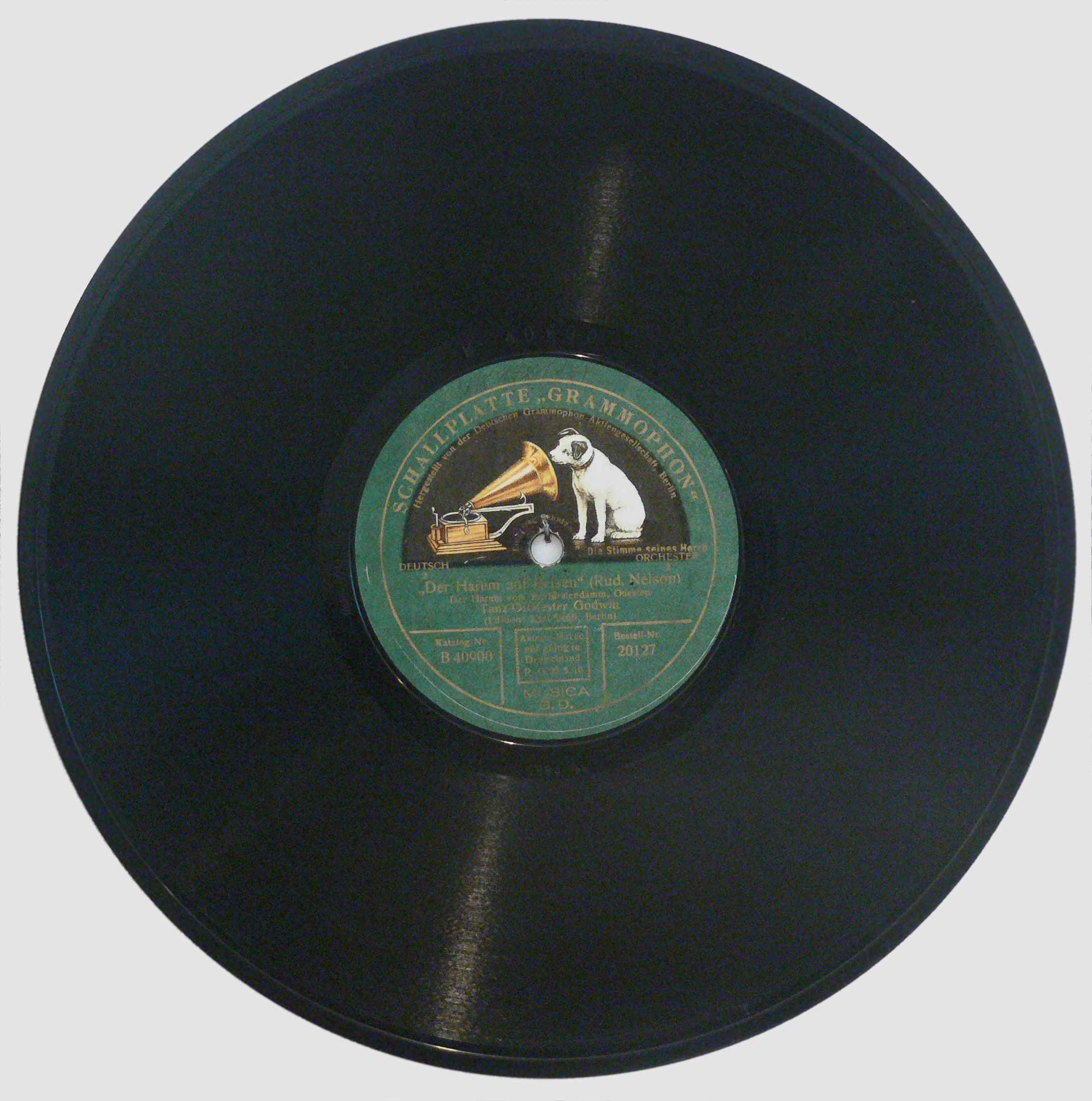
Stara płyta gramofonowa wykonana z szelaku

Szelak (E 904) – odmiana żywicy naturalnej, pozyskiwanej z wydzieliny owadów (Kerria lacca) zwanych czerwcami (od czerwonego koloru), żyjących w Indiach i Tajlandii na drzewach, zwanych popularnie szelakowymi.
Cały cykl życia czerwców trwa ok. 6 miesięcy.  Odżywiają się sokiem wysysanym spod kory, produkując szelak jako ochronną skorupkę dla larw. Absorbują go do momentu śmierci z przejedzenia. Każda samica przed śmiercią składa ok. 1000 jajeczek. Sok z drzewa przechodzi transformację chemiczną w ciele owada i w końcu jest wydalany. W kontakcie z powietrzem formuje się twarda skorupka, która pokrywa cały rój łącznie z gałązkami.
Zbiera się całe gałązki i przetwarza w zakładach, gdzie skorupka szelakowa jest oddzielana od gałązek i mielona. W tym stadium szelak stanowi mieszankę żywicy, kawałków gałązek, szczątków owadów i innych zanieczyszczeń. Po zmieleniu i przesianiu szelak jest moczony w wodzie przez kilka godzin. Następnie namoczony szelak ugniata się stopami w celu otwarcia ziarenek, z których wydostanie się barwnik oraz nastąpi oddzielenie szczątków owadów od żywicy. Jednolitą masę płucze się, aby usunąć barwnik i pianę. Szelak, który zostanie na dnie zbiorników, jest suszony na słońcu.
W zależności od rodzaju drzewa szelak ma kolor od żółtego do czerwono-brązowego. Jest to półprodukt, z którego po oczyszczeniu i wybieleniu produkuje się szelak pomarańczowy i bezbarwny. Występuje on w postaci błony, która jest cięta na mniejsze kawałki. W handlu znany pod różnymi nazwami (w zależności od koloru): lemon, orange, rubin.
W Indiach żywica ta od starożytności stosowana jest jako barwnik do farbowania ubrań. Od XVI wieku używany jako środek do wykańczania powierzchni mebli, a także składnik werniksów, laku i lakieru lutniczego.
Naturalny szelak, pomimo szerokiego stosowania żywic syntetycznych, jest niezastąpiony w wielu dziedzinach: w przemyśle spożywczym (E904), farmaceutycznym, w produkcji farb i lakierów, tuszu, renowacji przedmiotów zabytkowych, modelowaniu kapeluszy, w zegarmistrzostwie jako klej itd.

## Zastosowanie w przeszłości
- lakier zabezpieczający;
- werniks;
- składnik politury – bezbarwny szelak do jasnego drewna;
- dodatek do kitu – wszelkiego rodzaju uszczelnienia;
- składnik kamieni szlifierskich;
- sztywnik przy produkcji kapeluszy;
- składnik laku;
- od 1895 do około 1961 był stosowany do produkcji płyt gramofonowych (stąd nazwa potoczna starej płyty gramofonowej w języku niemieckim – Schellackplatte).